# 泰基
50°48′8″N 27°39′40″E / 50.80222°N 27.66111°E
泰基（烏克蘭語：Тайки），是烏克蘭北部的村莊，隸屬日托米爾州的茲維亞赫爾區。該村面積1.57平方公里，海拔高度216米，2001年人口513，人口密度每平方公里326.96人。